# ボブ・ロス
ボブ・ロス（Bob Ross, 1942年10月29日 - 1995年7月4日）は、アメリカ合衆国の画家。「ボブ・ロス画法」と呼ばれる油彩の画法を紹介し、テレビ番組『ボブの絵画教室』で有名になった。

## 経歴
1942年にフロリダ州デイトナビーチで生まれ、オーランドで育った。子供の頃、父と大工仕事をしている時に事故で左手の人差し指の先を失っている。
1961年、18歳の頃からアメリカ空軍に医療記録技術者として20年間在籍。階級は曹長（Master sergeant）まで昇任したが、アイルソン空軍基地内の診療所では最終的に先任曹長として勤めた。主にアラスカ州に駐在し、この時に見たアラスカの風景が、後のロスの絵画によく登場する雪山や針葉樹林などのモチーフとなった。彼曰く、軍を去ったのは「厳しい規律による、タフであったり威張ったりするのを維持する事と、これ以上叫びたくなかったから」と言われている。
ボブは喫煙者で、また筆洗油に含まれるベンゼンに曝露したこともあり、健康問題を抱えていた。1995年にリンパ腫のため52歳で逝去。
2012年10月29日、ボブ・ロスの生誕70年を記念して、Googleアメリカ版のホームページのロゴがボブ・ロス仕様の特別バージョンとなった（画像）。

## ボブの絵画教室

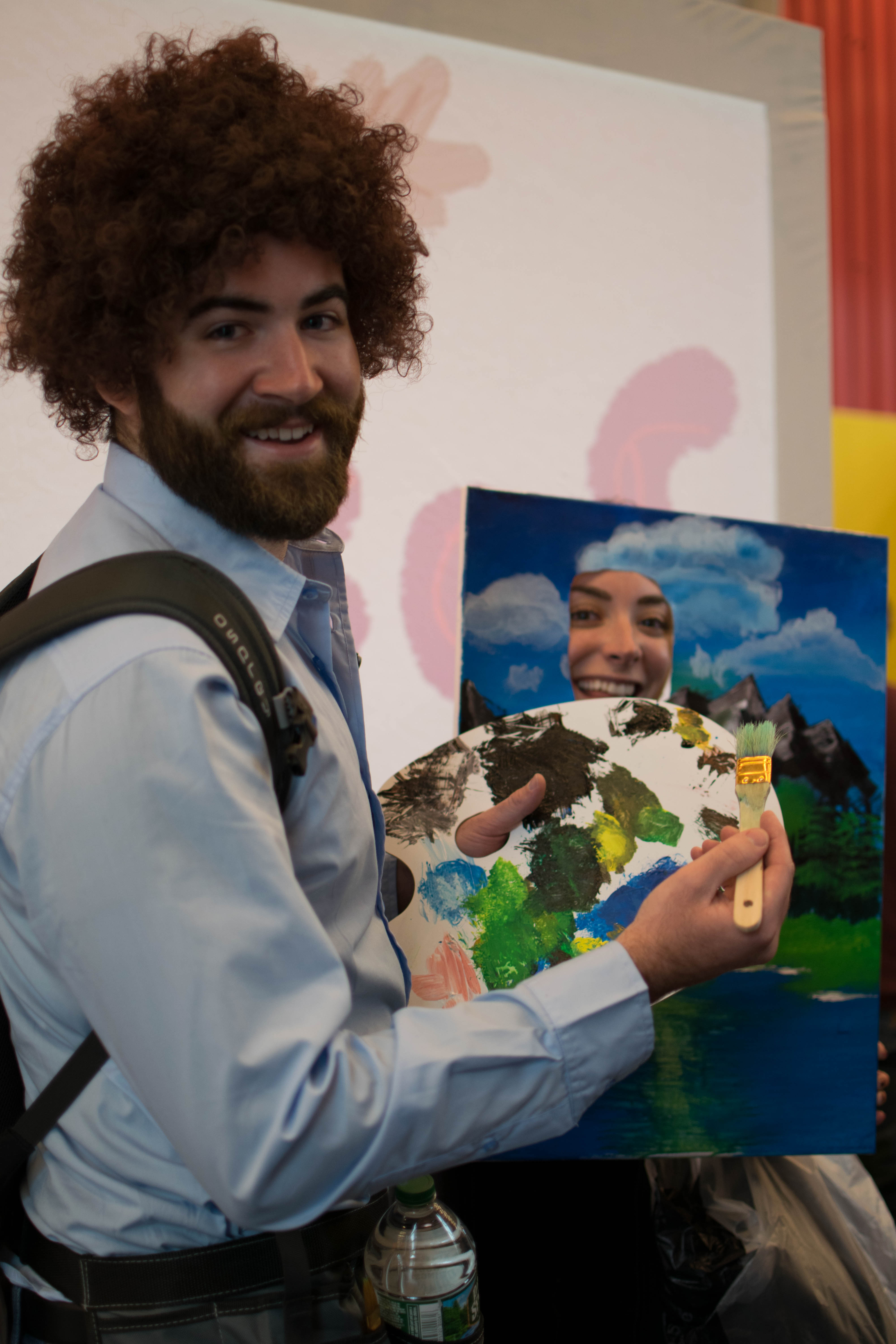
ボブ・ロスのコスプレをした男性、ニューヨーク州。

1983年から1994年にかけてアメリカPBSテレビで放送されたテレビ番組「ボブの絵画教室」（原題：The Joy of Painting）に出演。もじゃもじゃのアフロヘアーとヒゲの風貌と、穏やかでユーモアのある語り口で多くのファンを獲得し、絵画番組として本国アメリカでは記録的な長寿番組となった。日本でも1990年代前半にNHK-BSで放送されたのをはじめ、メキシコ、韓国、台湾、イギリス、ドイツ、オランダ、トルコなどでも放送されて人気を集めた。日本語版では、ロスの声をあてた声優・石井隆夫の軽妙な演技も番組の魅力に花を添えた。番組内では息子のスティーヴ・ロスが代役を務めたこともあった。
ボブの死後も人気は衰えず、世界各国でDVD化され、日本でもDVD-BOXが発売されている。ニコニコ動画やTwitchでは特定の層に人気がある。2020年の新型コロナパンデミックによるイギリスのロックダウン中、BBCで放送された番組の中で最も視聴率が高かったのが『ボブの絵画教室』の再放送であった。
現在ではYoutubeに公式チャンネルがあるほか、Amazonなどでも『Bob Ross: The Joy of Painting』のタイトルで全シリーズが公開されており、手軽に見ることができる。また、時々彼が飼っていたリスのピーポッドやフクロウのフートを始め、アルマジロ、ヘビ、ワニといった爬虫類を含む（主に怪我をしていたところを保護された）小動物と共演していた時もあった。

## ボブ・ロス画法
ロスの油彩の画法はボブ・ロス画法と呼ばれる。通常の油彩技法が塗っては乾かすという作業を繰り返すので完成まで長い時間を必要とするのに対し、ウエット・オン・ウエットと呼ばれる、未乾燥の塗膜に描画する方法や、ぼかし込みの多用、油分の多い絵具を下塗りすることにより、短時間で作品を仕上げられるようにした。これは彼が軍の在籍中に休憩時間に描くために編み出したものであった。下塗り以外の絵具は通常より油分の少ない絵具を使うことから、絵具を酸化重合させることなく塗り重ねられる。これは伝統的な「ファット オーバー リーン(Fat over lean)」という油分の少ない上により多くの油分を要求する伝統的な油彩画の格率に従ったものである。
ただし観念的な直描き（じかがき、プリマ描き、アラプリマ。直接描き重ねていく制作の方法）は古来より存在しており、彼が「考案した」といえるのは個別的かつ具体的な細部であるとするのが妥当だろう。ロスも、絵画教室のテレビ番組を持っていた画家のビル・アレクサンダーに師事してこの技法を学んでいる。それに工夫を加え、筆やナイフの特徴的な使用により、今まで絵を描いたことのない人でも気軽に油絵が描けるようにしたロスの功績は大きい。また、下書きをしないで最初から着色していくのもこの技法の特徴である。現在プロの画家も使用しているアクリル絵具のジェッソを下塗りに使ったのはロスであり、通常では得られない劇的な効果を生み出だした。

## 絵画の所在

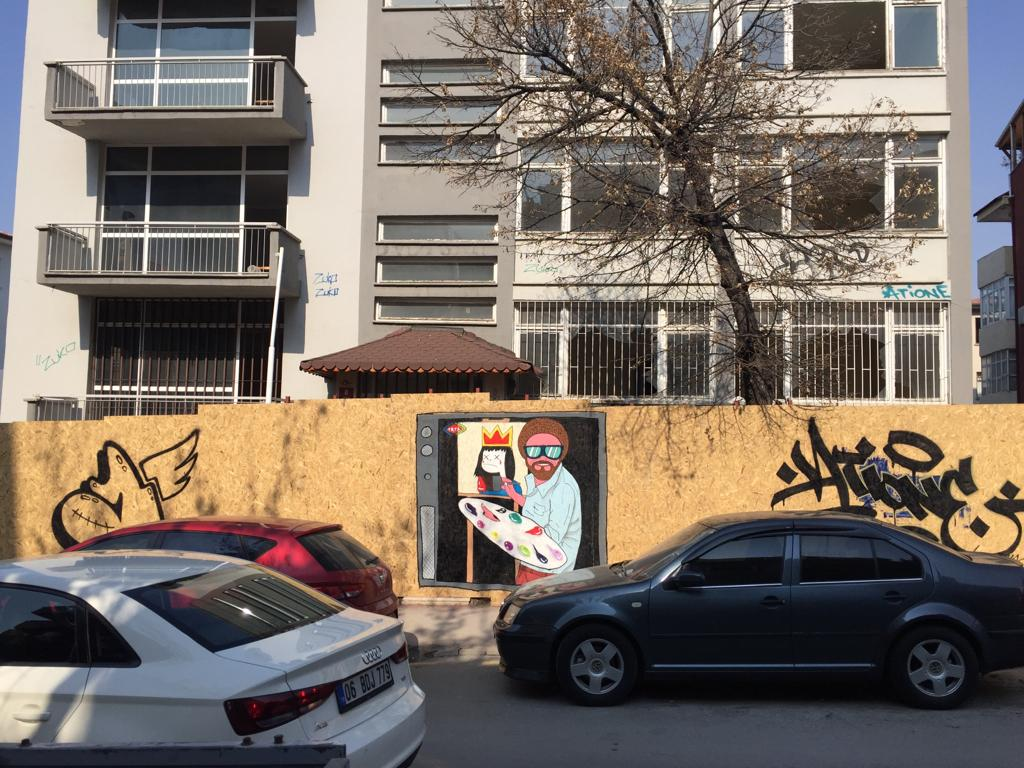
ボブ・ロスが描かれたストリートアート

テレビの前で1,000枚以上の作品を制作したにもかかわらず、彼自身が描いた風景画はほとんど市場に出回っていない。
ボブの絵画は今どこにあるのか？という視聴者からの疑問を受け、2019年にニューヨークタイムズが調査した結果、Bob Ross Inc.（バージニア州）がほぼ全てを保管しているとの回答を得た。スミソニアン博物館がBob Ross Inc.に連絡を取り、一部は国立自然史博物館 (アメリカ)に寄贈されている。
『ボブの絵画教室』のシーズン1第1回で描かれた絵画「A Walk in the Woods」は2023年にアートギャラリー「Modern Artifact」が買い取り、その後985万ドルで売りに出された。

## 死後の権利争い
ボブ・ロスの死後、Bob Ross Inc.におけるボブのビジネスパートナーであったコワルスキー夫妻が、ボブ・ロスの作品、名前の使用権、肖像権も含めた一切の権利を取得した。
ボブ・ロスの遺産を管理するBob Ross Inc.を経営するコワルスキー夫妻は、ボブ・ロスの遺族である息子のスティーブ・ロスおよび兄弟のジミー・コックスとの裁判において、テレビ画家であるボブ・ロスの作品は「職務著作」であるため、遺族にはその遺産を受け取る権利がないと主張。遺族は裁判を続けるための費用を捻出することができず、結果として負けてしまう。スティーブ・ロスは「ロス」の名前の権利を持つBob Ross Inc.社長のジョアン・コワルスキーに、自身が「ロス」の名称を公に名乗って画家としてのキャリアを再開することを許可してもらうことと引き換えに、コワルスキー側がボブ・ロスの権利を独占することで2010年代に和解。同時に、コワルスキーは絵画と関係ない幅広い製品に対して「ボブ・ロス」の名称の使用を許諾するマーケティングを開始した。
2021年、Netflixは一連の出来事を追ったドキュメンタリー『ボブ・ロス: 楽しいアクシデント、裏切りと欲』を公開した。